# Урановое стекло

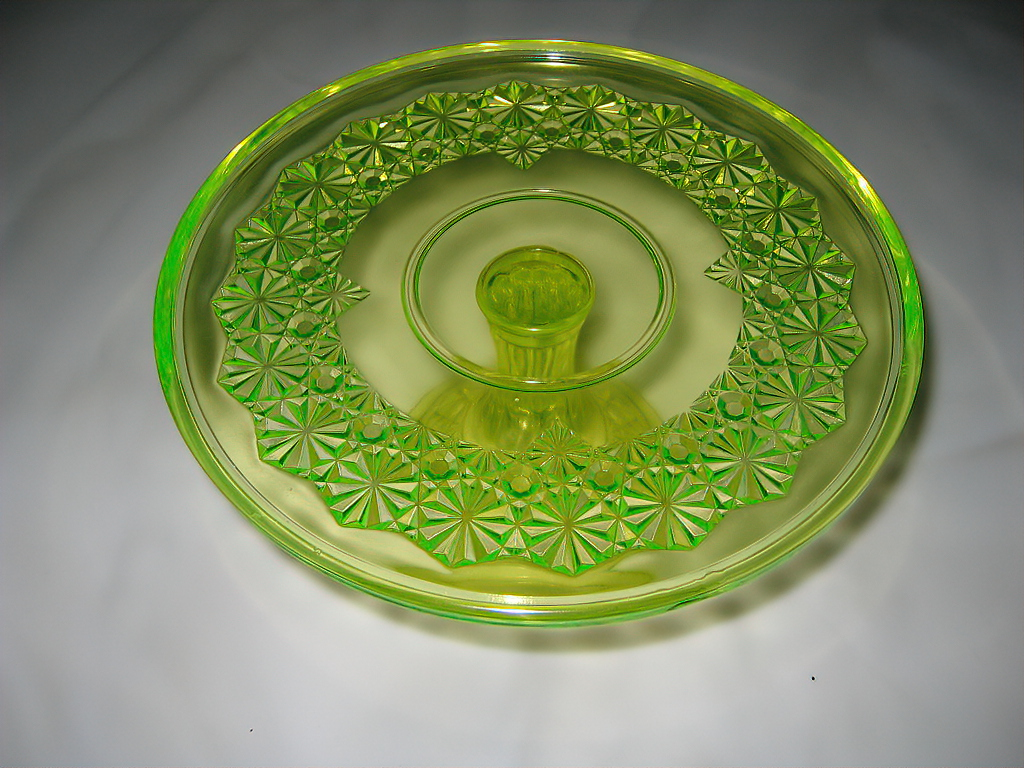
Блюдо из уранового стекла

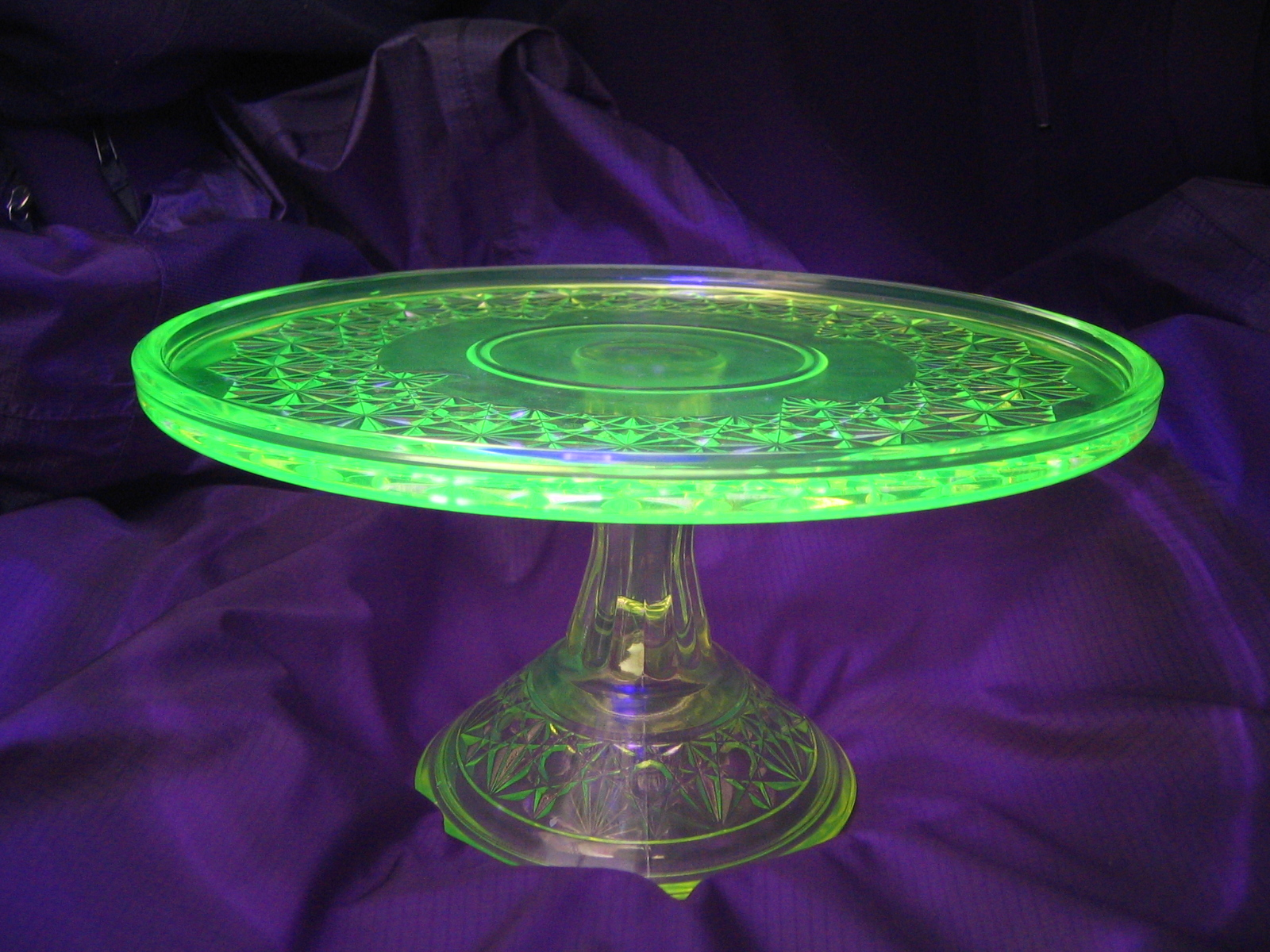
Флуоресценция уранового стекла в ультрафиолетовом свете

Ура́новое стекло́ — стекло, окрашенное соединениями урана. Часто флуоресцирует зелёным светом под действием ультрафиолетового излучения.

## Названия
Встречаются и другие наименования уранового стекла. Канарское, или канареечное стекло — это наиболее старое название, которое впервые было использовано в 1840-х годах в Англии. Бирманское стекло — непрозрачное стекло, с оттенком от жёлтого до розового, содержащее окислы урана и соединения золота[какие?]. Было показано впервые королеве Виктории при её визите в США в 1885 году. Она же дала наименование, заметив, что цвет стекла напоминает закат в Бирме. Депрессионное стекло — массово заполонившее рынок во время Великой депрессии, тоже является урановым стеклом. В американском английском с 1950 года появился термин Vaseline glass — от немецкого названия «нефтяного желе», вазелина, имеющего жёлто-зеленоватый цвет оливкового масла. Более зелёные оттенки ценятся менее, из-за повышенного содержания железа и ослабленной флуоресценции. В России и СССР было название Царское стекло. В некоторых странах вообще нет отдельного наименования для этой марки стекла, и коллекционеры используют название стекольного завода, выпускавшего урановое стекло. Например, в Финляндии это завод в Риихимяки, выпускавший урановое стекло до 1974 года.

## Состав
Для урановых стёкол рекомендуются кальциевые, цинковые, бариевые составы предпочтительно с высоким содержанием калия и бора, это обеспечивает более интенсивную флуоресценцию стекла. Свинцовые стёкла не дают флуоресценцию потому, что поглощают ультрафиолетовые лучи. Для урановых стёкол без флуоресценции могут быть применены и свинцовые составы стёкольных вещей, например в ювелирных изделиях для имитации топаза — такие стёкла имеют жёлтый цвет, сравнимый с топазами. Содержание окрашивающего урана должно быть сравнительно большим, так как красящая способность урана в стеклянных составах небольшая — это 0,3 … 1,5 % UO2 или 4 … 6 % UO3. Однако при более высоком введении оксида урана флуоресценция стекла постепенно слабеет и при содержании свыше 25 % практически исчезает.
Уран вводится в шихту в виде одного из следующих окислов:
- жёлтого ураната натрия Na2UO4
- тёмно-зелёного смешанного оксида урана U3O8 (то есть, UO2 * 2UO3)
- оранжевого триоксида урана UO3
- коричневого диоксида урана UO2

Необходимо отметить, что жёлтый или жёлто-зелёный цвет стекла не является однозначным признаком содержания в стекле оксидов урана. Окрашивающими в жёлтый или жёлто-зелёный цвет могут быть соединения кадмия, серы, селена, также органические красители — мука, крахмал, крупа, которые дают золотистую жёлтую окраску стеклу. Стекло, действительно содержащее оксиды урана, даёт специфический флуоресцирующий (светящийся) жёлтый или жёлто-зелёный цвет.
Стандартизованные урановые стёкла с точно выдержанным химическим составом и режимом стекловарения:
- боро-силикатное оптическое стекло жёлтое ЖС19 — 1,37 % UO3 через нитрат уранила UO2(NO3)6H2O
- цинк-фосфатное оптическое стекло зелёное ЗС7 — 2,80 % UO3 через уранат натрия Na2UO4

Изготовители-поставщики обычно сопровождают каждую поставку паспортом (актом заводского лабораторного испытания) и указывают группу, тип стекла и дополнительно раскрывают химический состав, указывая точно на содержание в стекле оксидов урана и других химических элементов.

## Свойства
Урановое стекло имеет высокий коэффициент преломления. Как правило, стёкла имеют сильную цветную окраску. Коэффициент температурного расширения мал, чем обусловил использование в качестве материала корпуса электронных ламп.
Одним из заметных качеств стёкол с содержанием урана до 20 %, является флуоресценция в ультрафиолетовых лучах. Это отличает урановое стекло от стекла, окрашенного в жёлтый церием. Флуоресценцию вызывает свет от синего до ультрафиолетового с максимумом на границе видимого диапазона и ультрафиолета, около 400нм.

## История
Появление уранового стекла оценивается по крайней мере 79 годом н. э., которым датируют мозаику, найденную на римской вилле на мысе Позиллипо в Неаполитанском заливe (Италия) в 1912 году и содержащую жёлтое стекло с 1 % содержанием оксида урана. Начиная с конца Средних веков, настуран (уранит) начали добывать из серебряных рудников Габсбургов вблизи города Санкт-Иоахимшталь в Богемии (в настоящее время Яхимов, Чехия) и использовать как краситель в местном стекольном производстве. До 1898 года здесь было произведено более 1600 тонн всевозможных изделий из уранового стекла.
История массового производства начинается в 1830-х годов. С 1830 года Гусевский завод в России также начал выпуск аналогичных изделий. До Второй мировой войны использовался природный уран, но, когда производство уранового стекла возобновилось в 1959 году, оно уже использовало обеднённый уран, что сильно удорожает изделия. В настоящее время (2004 год) несколько компаний в США и Чехии всё ещё производят урановое стекло (например, Glassd Art Glass, Mosser, Summit Glass и Fenton Glass), но это исключительно декоративные предметы, а не столовая посуда.
Содержание урана в стекле часто составляет порядка 2 массовых процентов, а, например, содержание урана в некоторых стёклах, изготовленных в начале 1900-х годов, достигало 25 %.
До массового появления доступных источников ультрафиолетового излучения о способности уранового стекла флуоресцировать большинство не догадывалось.

## Радиоактивность
Радиоактивность природного урана обусловлена в основном изотопами 238U и его дочерним нуклидом 234U. Так как уран радиоактивен, урановое стекло тоже радиоактивно. Это зависит от содержания урана, его происхождения и изотопного состава, возраста изделия. Максимальную радиоактивность имеют изделия, изготовленные с добавлением природных минералов урана, в которых последний находится в вековом равновесии со своими продуктами распада, которые в десятки и сотни раз опаснее урана. Урановые стёкла с содержанием урана до 6 % имеют гамма-излучение, как правило, ниже допустимых значений, незначительно превышая природный фон, но альфа-излучение может превышать норму в десятки раз. Эти частицы в воздухе пролетают не более 15 см. При хранении за стеклом обычного серванта изделия из уранового стекла безопасны, так как частицы легко задерживаются. Ввиду низкой радиоактивности, такая утварь радиоактивными отходами не считается, и не подлежит специальной утилизации как радиоактивные отходы, в отличие от радиевой СПД, приборы с которой часто встречаются на барахолках, аукционах и в антикварных магазинах, а также широко распространённых контрольных источников для проверки и калибровки военных радиометров типа Б-8 (стронций-90). 
Любое радиоактивное вещество опасно при попадании внутрь организма и очень опасно, если будет включено в метаболизм.

Если был использован химически чистый уран, очищенный от дочерних продуктов распада, прежде всего радия, то изделия первые столетия служат лишь слабым источником альфа-лучей, которые не могут проникнуть даже сквозь эпителий кожи или лист бумаги, однако с течением времени (порядка тысячи лет) в нём накапливаются заметные продукты распада, что приводит со временем к значительному росту радиоактивности. Наиболее безопасна добавка обеднённого урана-238. К вековому равновесию уран приходит через 830000 лет, что в быту недостижимо. Невозможно отравиться ураном при регулярном употреблении пищи из посуды уранового стекла, тут уместна аналогия с невозможностью отравиться свинцом при использовании хрусталя. При этом известно о повышенной смертности стеклодувов, работавших с урановым стеклом и урановой шихтой. Теоретически попадание соединений урана в организм возможно и в работе гравёров и шлифовщиков на этом производстве, но поскольку стекло из природного урана не производится уже много лет, проверить это проблематично.
Очень подробный анализ радиационного облучения, вызванного ураном в стеклянной посуде, можно найти в публикации Комиссии по ядерному регулированию «Систематическая радиологическая оценка исключений в отношении источников и побочных продуктов» (NUREG 1717).
Существуют три основных пути облучения, связанные с урановым стеклом:
1. Облучение тела гамма-лучами, испускаемыми радионуклидами в стекле.
2. Воздействие на кожу рук бета-частиц, испускаемых радионуклидами в стекле.
3. Проглатывание урана, выщелоченного в пищу, которая контактировала со стеклом.

При оценке эффективных эквивалентов дозы для различных потенциальных путей облучения, NUREG-1717 пришёл к выводу, что самые высокие дозы будут у персонала, участвующего в транспортировке стеклянной посуды. Эта максимальная расчётная доза, 4 мбэр/год, составляет примерно 1-2 % среднегодового облучения жителя США.

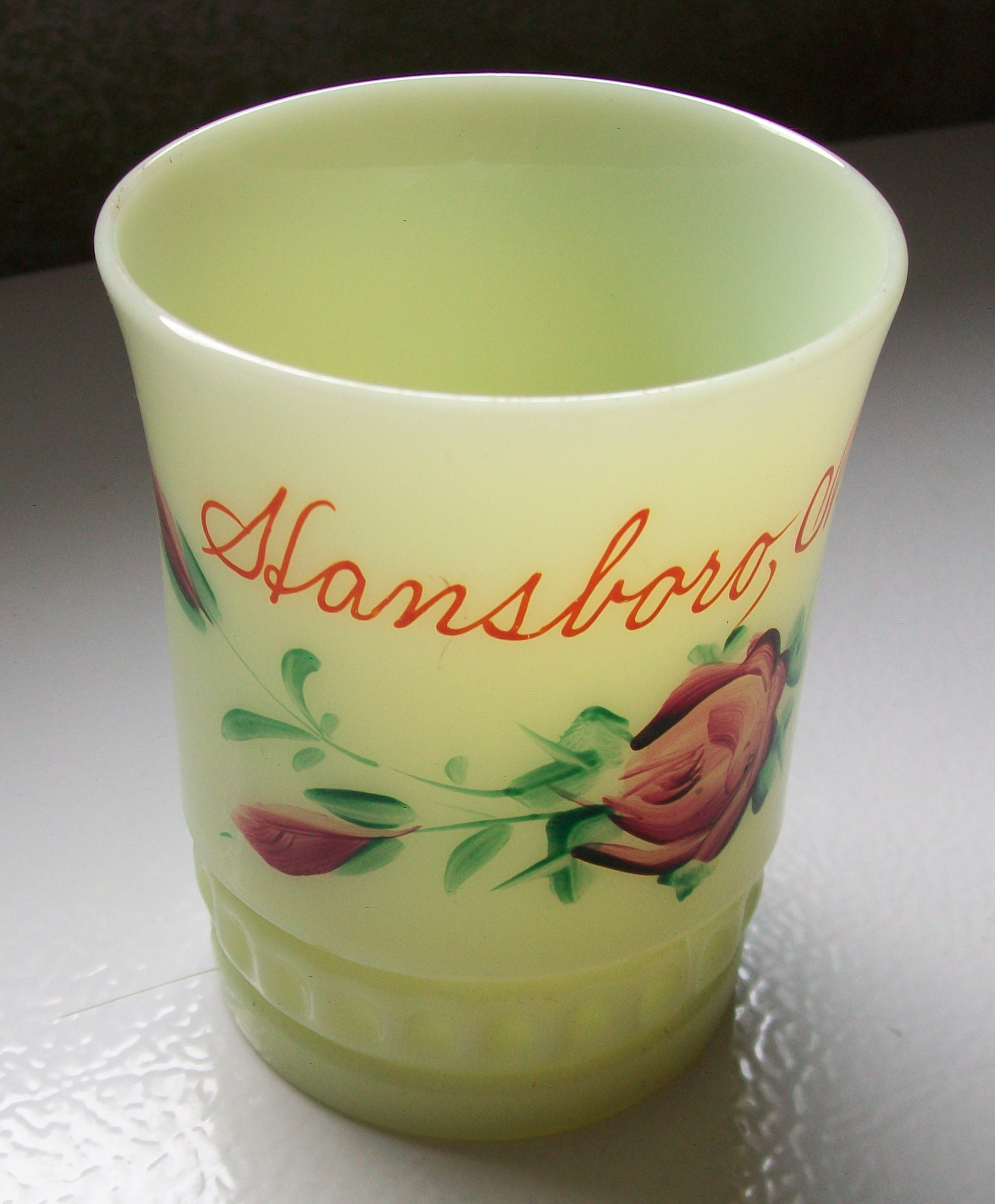
Молочно-урановое стекло начала XX века
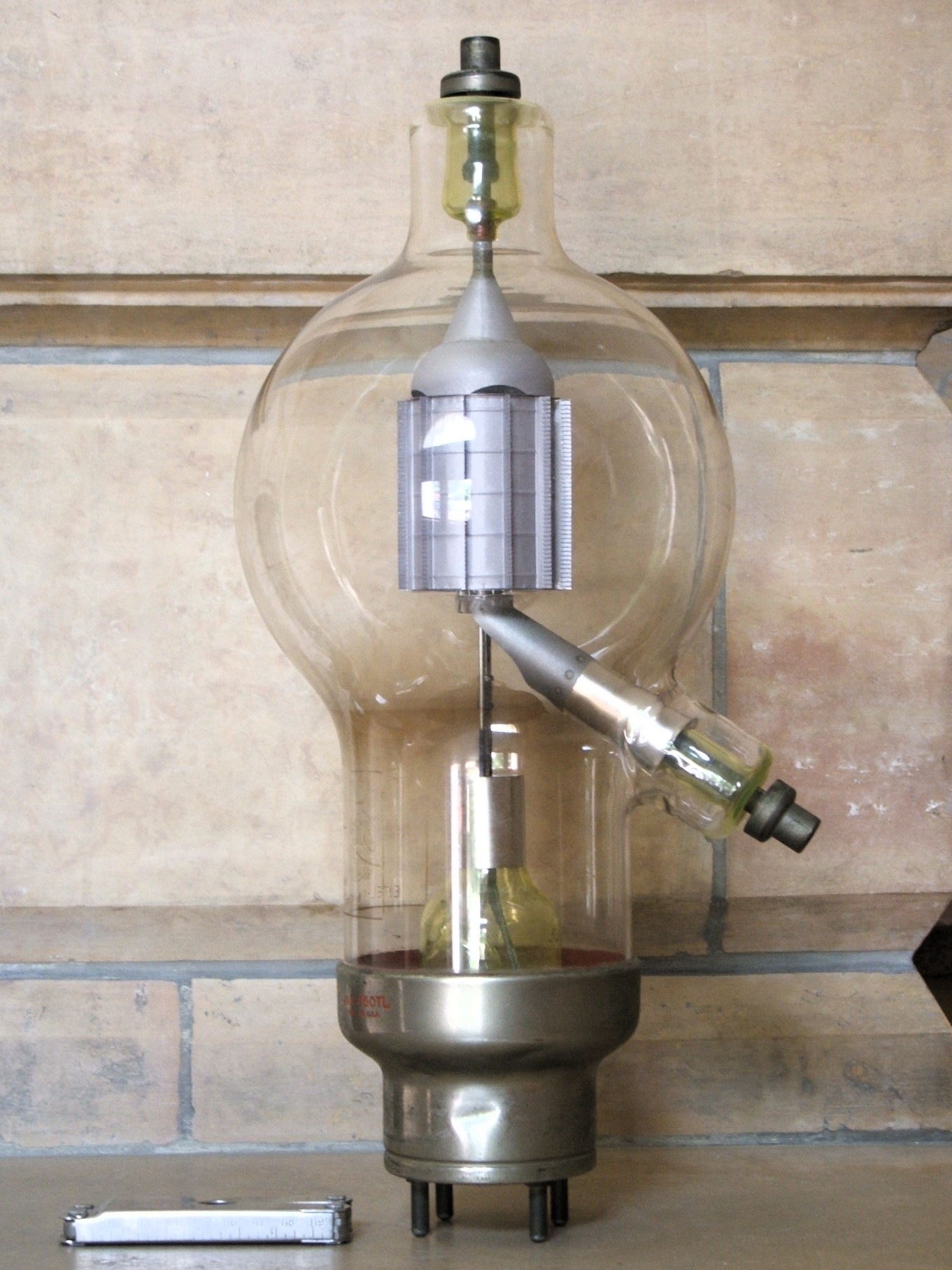
Силовой триод. У места выхода электродов использовано урановое стекло
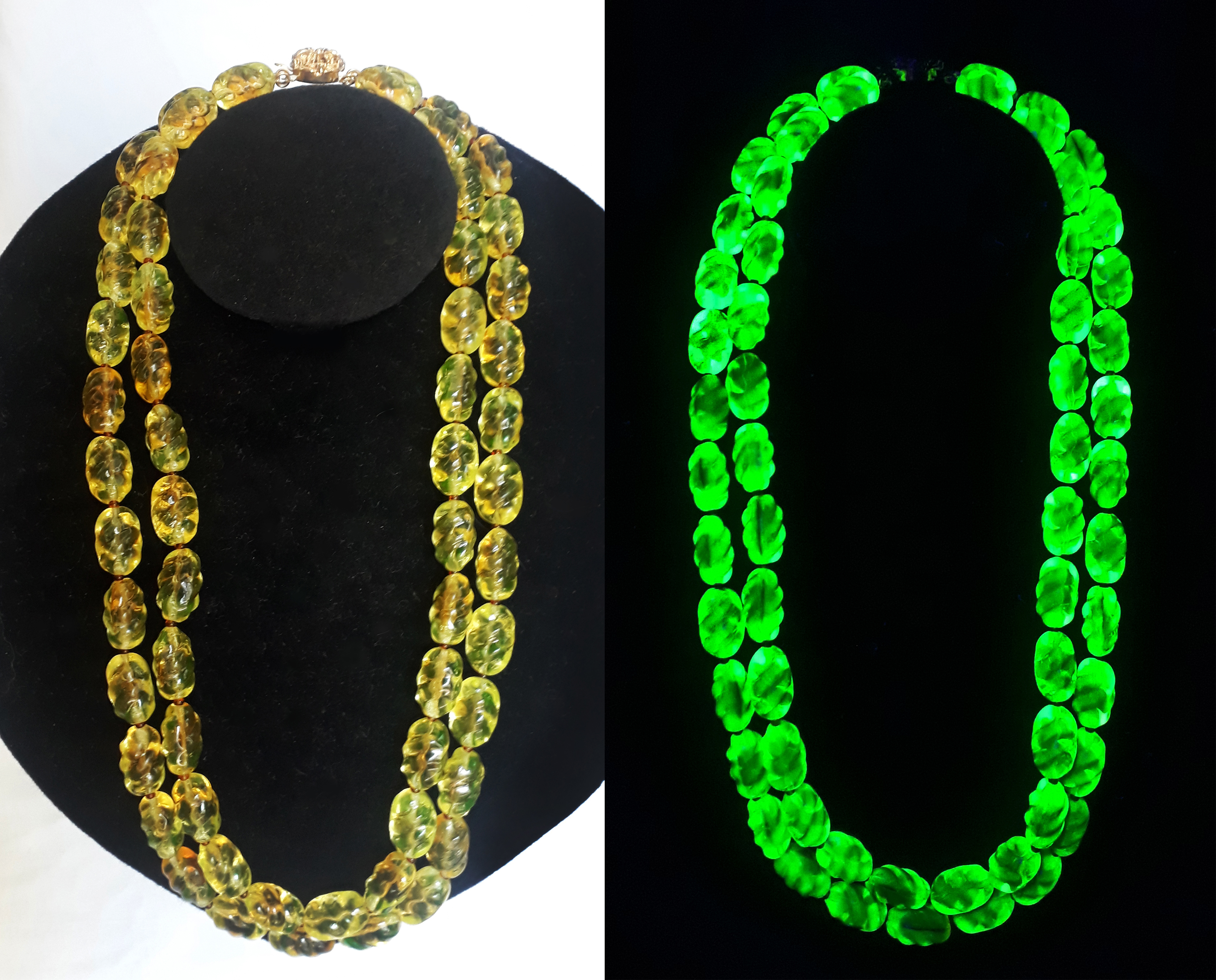
Бусы при обычном и ультрафиолетовом освещении в темноте
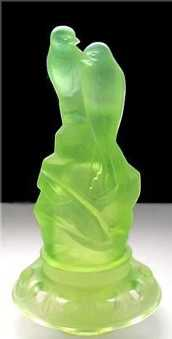
Декоративная фигура
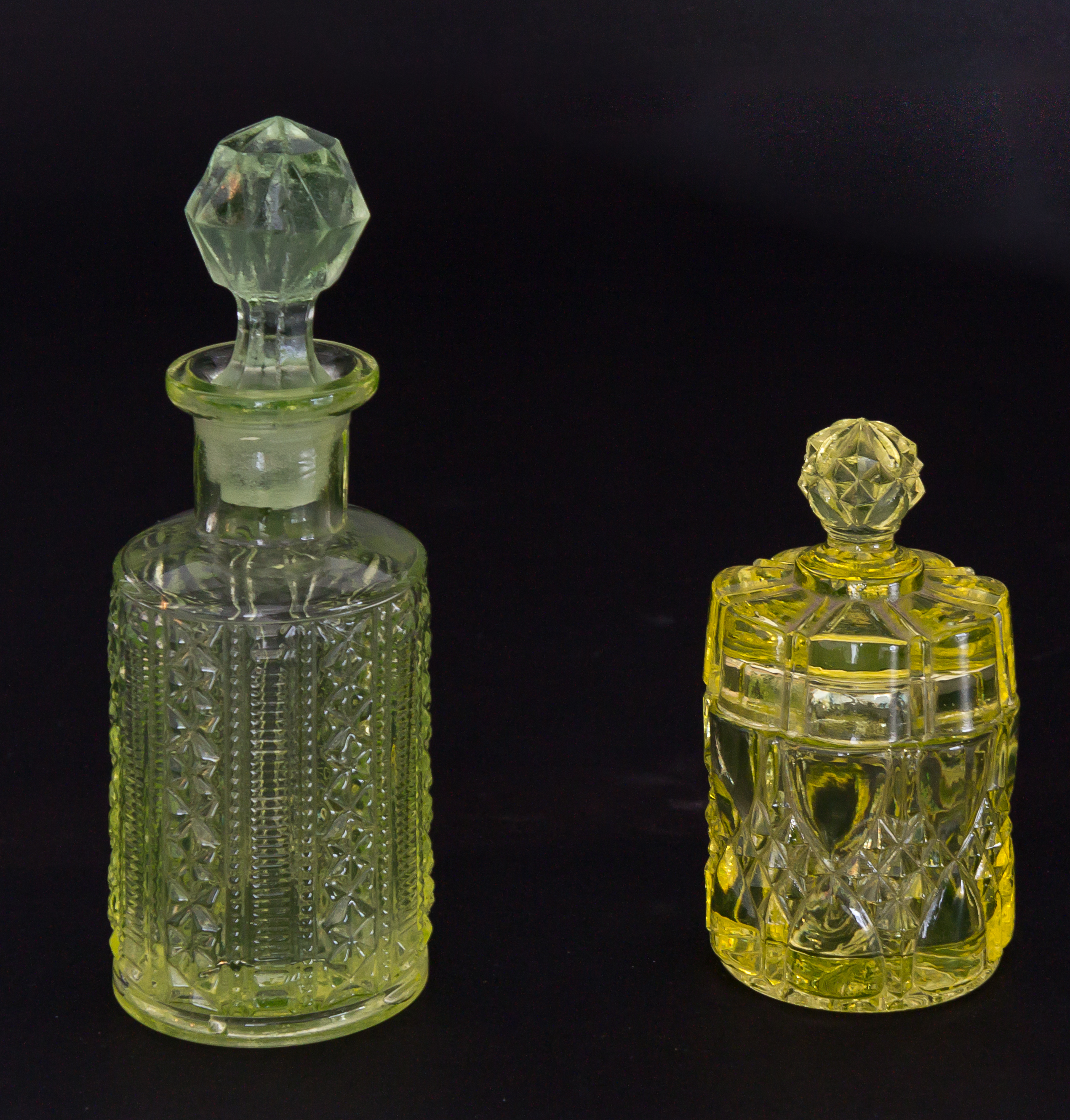
При обычном освещении
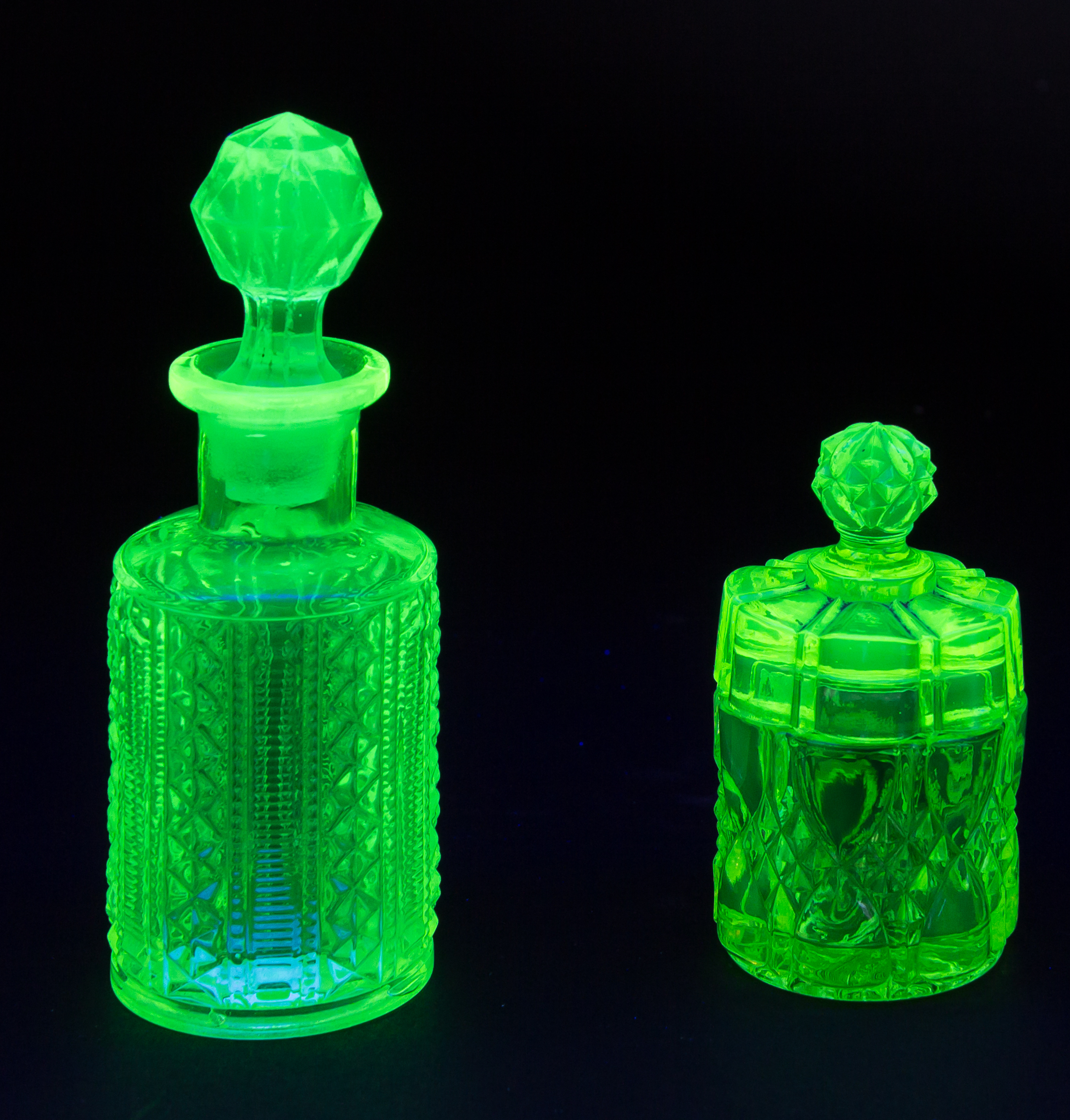
То же при ультрафиолетовом освещении